# لیهیو (ویرجینیای غربی)
لیهیو (به انگلیسی: Lehew) یک منطقهٔ مسکونی در ایالات متحده آمریکا است که در شهرستان همپشر، ویرجینیای غربی واقع شده‌است.